# Замок Святого Георгія (Кефалонія)
Замок Святого Георгія (Кефалонія) — замок, розташований на пагорбі висотою 320 м над рівнем моря за 7 кілометрів від Аргостоліону на острові Кефалонія, Греція, датований ХІІ століттям. Замок домінує над південною частиною Кефалонії та затокою Аргостолі, що дозволяло його захисникам спостерігати кораблі на відстані 20 км.

## Історія
Візантійці почали будувати замок в ХІІ столітті. В 1185 році острови Кефалонія і Закінф було захоплено адміралом норманського Сицилійського королівства Маргаритом да Бріндізі і вони увійшли до складу латинського Пфальцграфства Кефалонії та Закінфу, під час існування якого до замку були внесені деякі зміни.
Османська імперія під час Першої османсько-венеційської війни захопила контроль над Іонічними островами та ліквідувала Пфальцграфство Кефалонії і Закінфу у 1479 році. Під час Другої османсько-венеційської війни, на Різдво 1500 року об'єднані сили венеційців та іспанців під загальним командуванням Гонсало де Кордова висадились на Кефалонії, взяли в облогу та захопили замок Святого Георгія. По завершенню війни, за умовами мирної угоди з османами, замок і острів залишились під управлінням венеційців.
Після переходу до венеційців замок набув більшого стратегічного значення. Зокрема венеційці під керівництвом інженера Ніколаоса Цімараса в 1504 р. відбудували та доповнили його. В середині укріплення розвинулось поселення, яке поступово розрослося за межі замкових стін. Замок втратив оборонне значення в кінці XVI століття, адже оборона острова вимагала будівництва фортів поблизу морів та портів. Замок був пошкоджений землетрусами в 1636, 1637 та 1953 роках. Хоча поселення поблизу Аргостоліону з часом перевершило замок в економічному та соціальному значенні, замок продовжував залишатися адміністративним центром острова до 1757 р. коли центр перемістили до Аргостоліону.

## Архітектура
Фортеця має форму багатокутника площею близько 16 000 кв.м. і периметром мурів 600 метрів. Фортифікація складається із зовнішнього муру, внутрішнього подвір'я, яке має форму підкови, та скелястої вершини, що піднімається в центрі площі, де знаходяться руїни так званої Старої фортеці. Замок має три бастіони, один з яких спрямований Аргостолін, один контролює море, а третій передмістя. В передмісті збереглися церкви та інші будівлі. У передмісті замку розташована датована 1420 роком церква Євангелістів, яка є типовим прикладом іонійського бароко. Усередині зберігаються поствізантійські ікони із зруйнованих храмів замку. У дворі замку, біля невеликої площі, можна побачити руїни католицької церкви Святого Миколая.
Щойно венеційці захопили острів, вони подбали про укріплення, щоб захистити його від нападів османів та піратів, які в той час грабували моря. Будівництвом замку та передмістя займались 40 венеційських майстрів із залученням місцевих жителів. У 1504 році була побудована нова зовнішня стіна, яка зберіглася донині. Відтоді венеційці регулярно вносили доповнення та вдосконалення аж до 1545 року. Особливо венеційці укріпили північно-східну частину стіни, а також частину навпроти передмістя, де ландшафт був більш пологим. Фасадні укріплення, зі сторони Аргостоліону складалися з земляних валів висотою 1,70 м та шириною 2 м.
Південно-західна частина стіни була менш обладнаною в фортифікаційному плані оскільки з цієї сторони були природні укріплення, пов'язані зі складним рельєфом місцевості, а кам'яниста та крута земля була непридатна для нападу тогочасної піхоти. Усередині замку розташовувались громадські та приватні будівлі, храми, склади продуктів харчування та боєприпасів, казарми, лікарні, в'язниці, резервуари для води. Також є інформація, що на багатьох будівлях були герби дворян, та існував секретний тунель, який використовувався для втечі з замку до Аргостоліону.

## Сьогодення
Наразі будівлі та пам'ятки замку, пошкоджені землетрусом, відновлюються. Замок, відкритий для відвідування.

## Фотогалерея

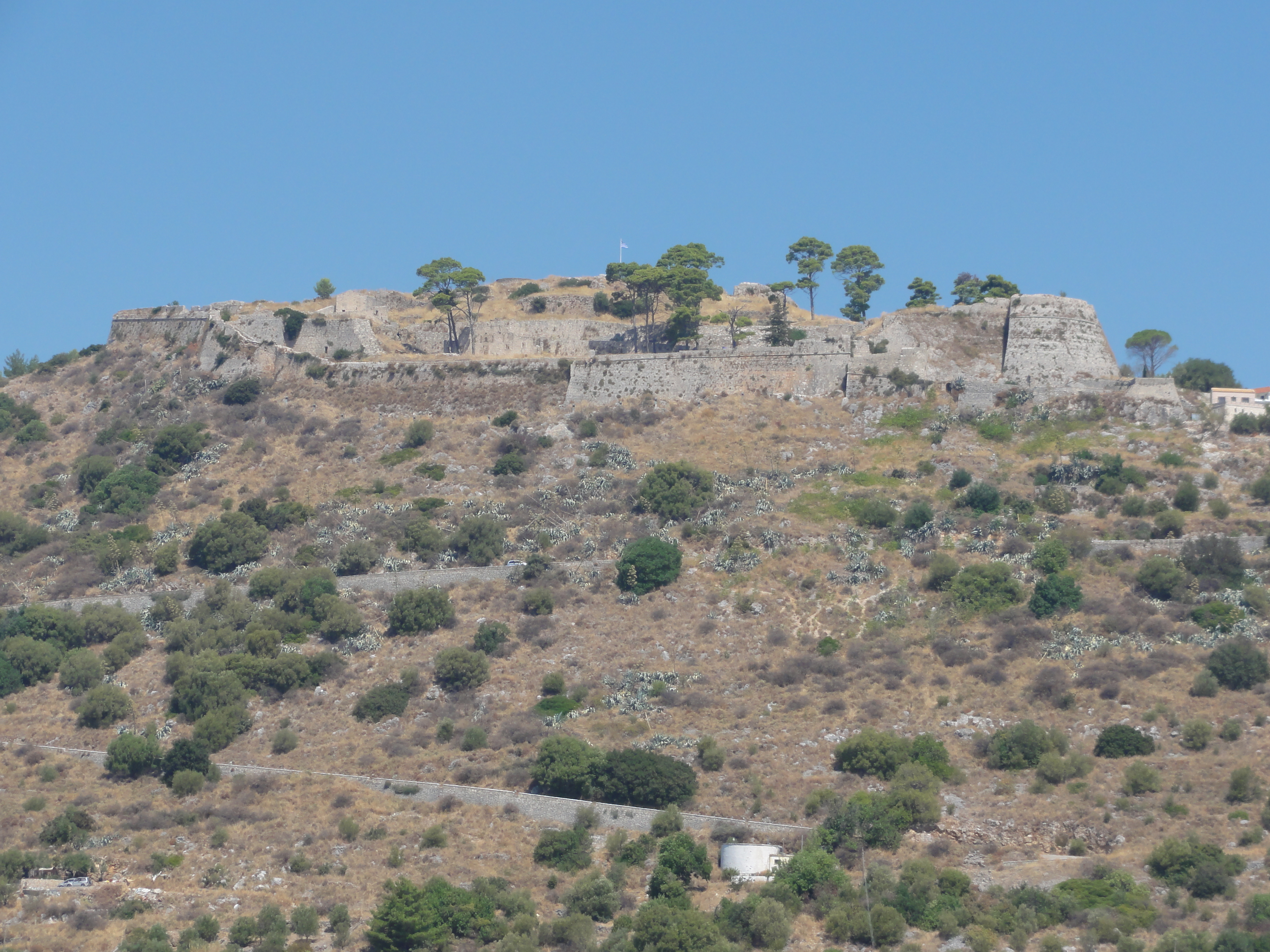
Замок на пагорбі
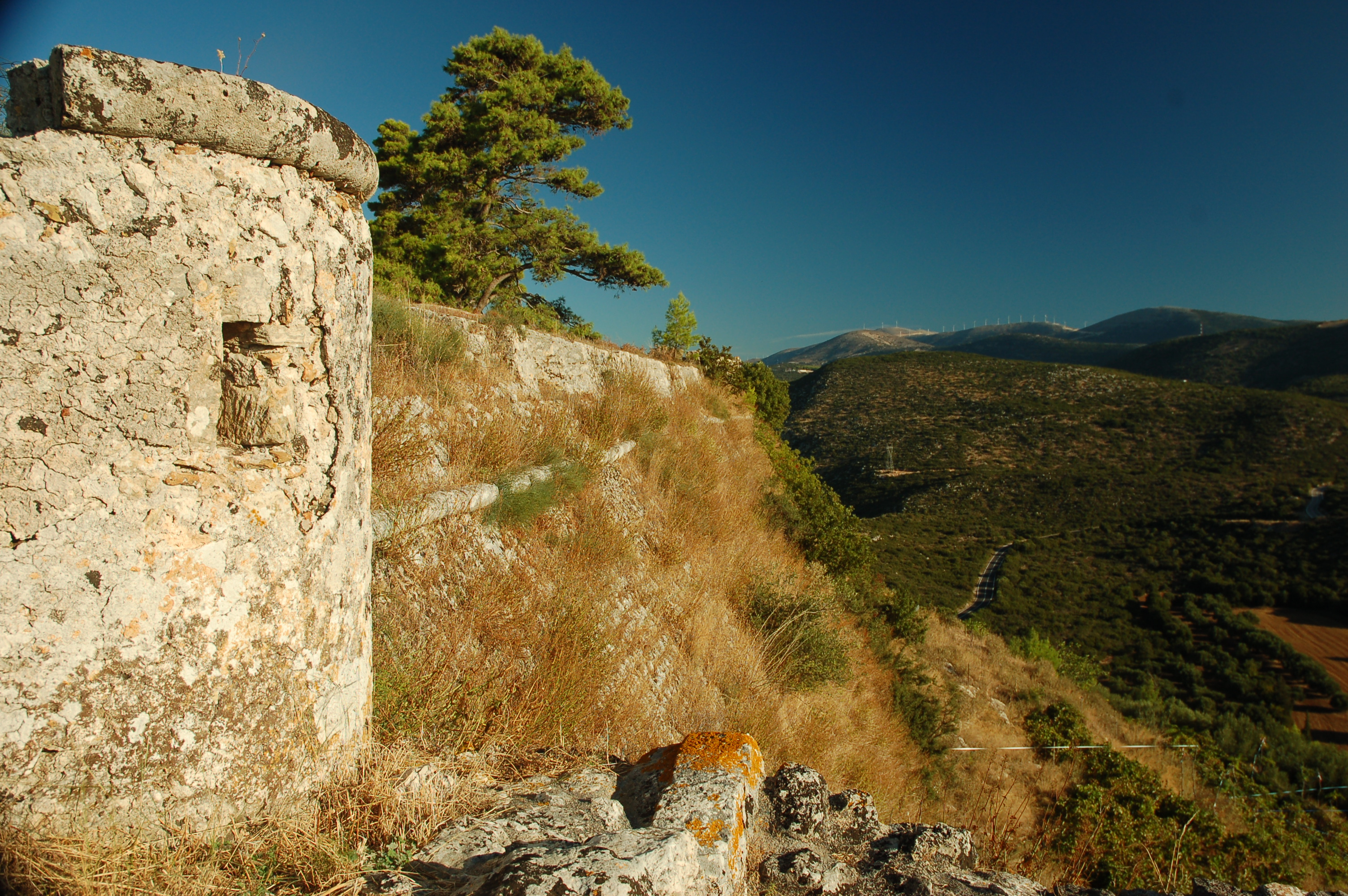
Панорама зі стін замку
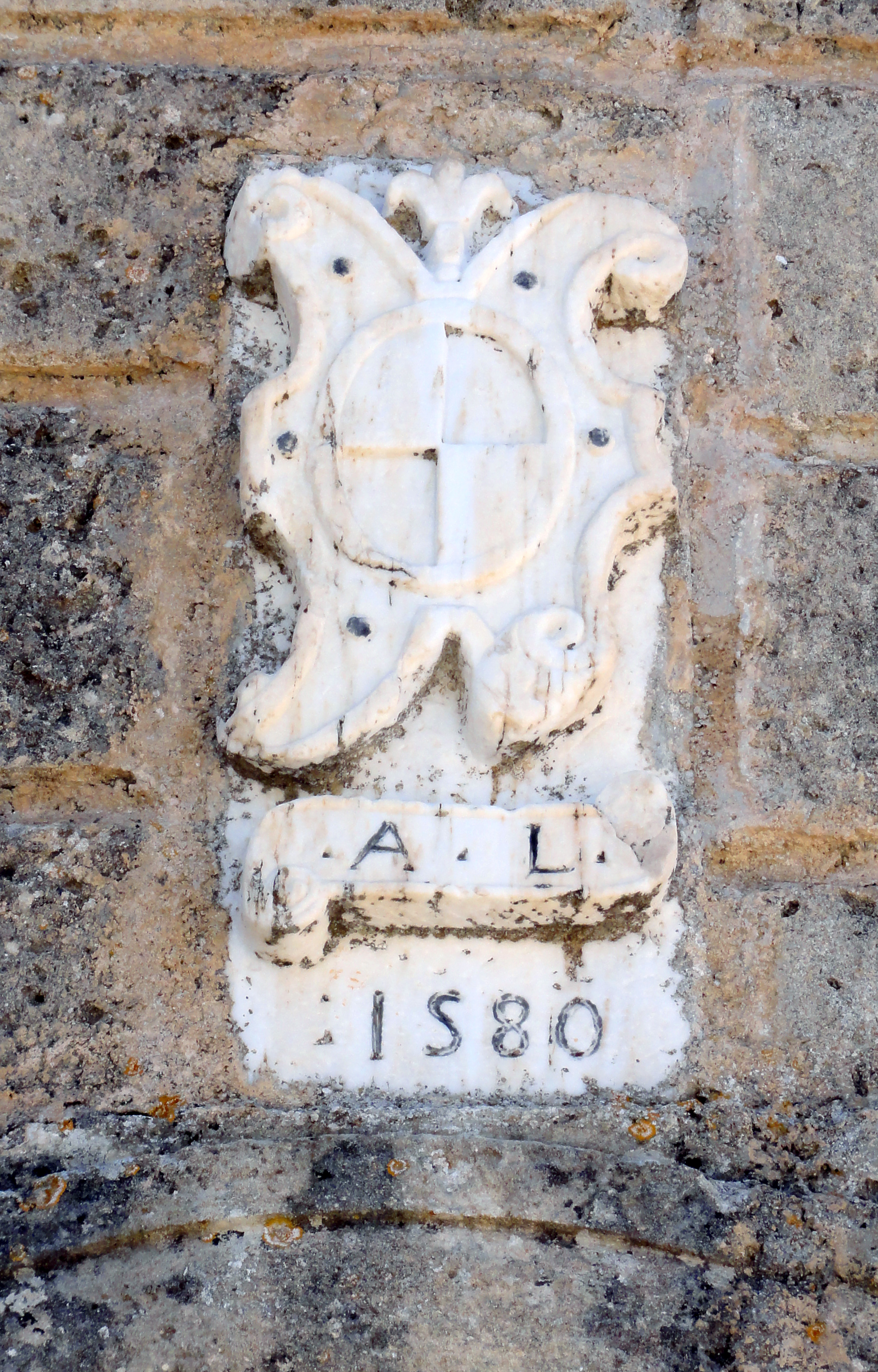
Герб
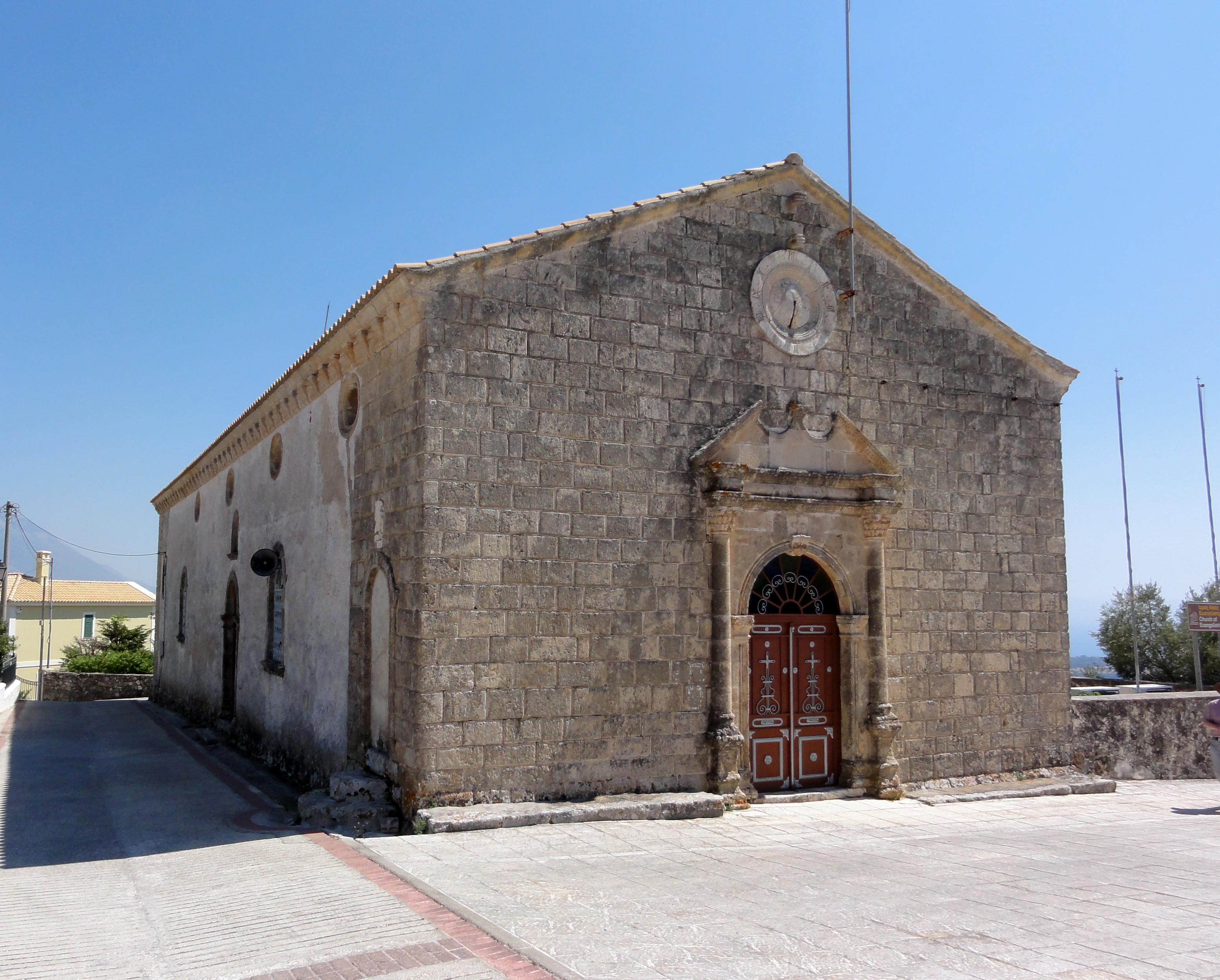
Церква Євангелістів